# 洛杉矶快速公交J线
洛杉矶快速公交J线（原称银线）是美国加州洛杉矶LA Metro管理的一条快速公交线路。该路总线长26英里（42），从艾尔蒙特站（El Monte）驶入艾尔蒙特公交专用道到联合车站后驶入普通的马路经过洛杉矶市中心然后再驶入海港公交专用道开至Harbor Gateway Transit Center，区间车到此结束而全程车会继续南下San Pedro。
不同于G线，J线在市中心和一般公交没有区别，而在艾尔蒙特公交专用道以及海港公交专用道上J线和其它公交共用站台，这一点和广州中山大道快速公交试验线上多线公用的情况是一样的。

## 路線介紹
J線名義下運營兩條路線：
- 910線 ：為区间车，每天24小時服務，於艾尔蒙特站（El Monte）、洛杉磯市中心和Harbour Gateway Transit Center之間行走。
- 950線 ：每日服務，於艾尔蒙特站（El Monte）、洛杉磯市中心和San Pedro之間整條路線行走。

J線東段在艾爾蒙特站和洛杉磯市中心的聯合車站之間的公交專用道上運行，而南段在洛杉磯市中心的第37街/南加州大學車站和卡森市附近的Harbour Gateway Transit Center之間的海港公交专用道上運行，中間沿著洛杉磯市中心3.6英里（5.8 公里）的地面街道行駛，當中在每個方向使用約2.5英里（4.0 公里）的公交專用車道行駛，以加快穿過洛杉磯市中心的速度。950線除上述路段外，在Harbour Gateway Transit Center之後向南行駛，沿海港高速公路正常車道繼續行駛至聖佩德羅（San Pedro），途中在高速公路一側靠近出入口匝道的車站停靠兩站，到聖佩德羅後再次沿著地面街道行駛，為Harbour Beacon Park & Ride提供服務，並在太平洋大道沿線頻繁停靠。